# Jeripancó

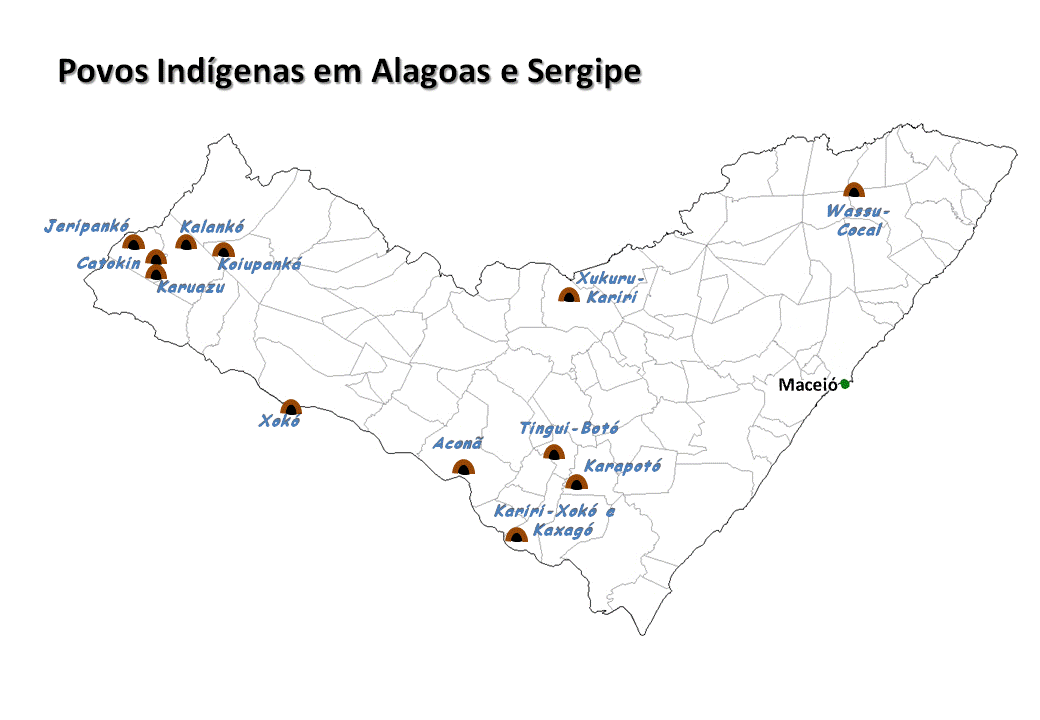
Povos Indígenas em Alagoas e Sergipe.

Jeripancó ou Jiripancó é um povo indígena brasileiro do estado de Alagoas.

## Ligação externa
- «Povos Indígenas no Brasil - Jiripancó». Instituto Socioambiental